# Ambassade de France en République dominicaine
L'ambassade de France en République dominicaine est la représentation diplomatique de la République française auprès de la République dominicaine. Elle est située à Saint-Domingue, la capitale du pays, et son ambassadrice est, depuis le mois de septembre 2024, Sonia Barbry.

## Ambassade

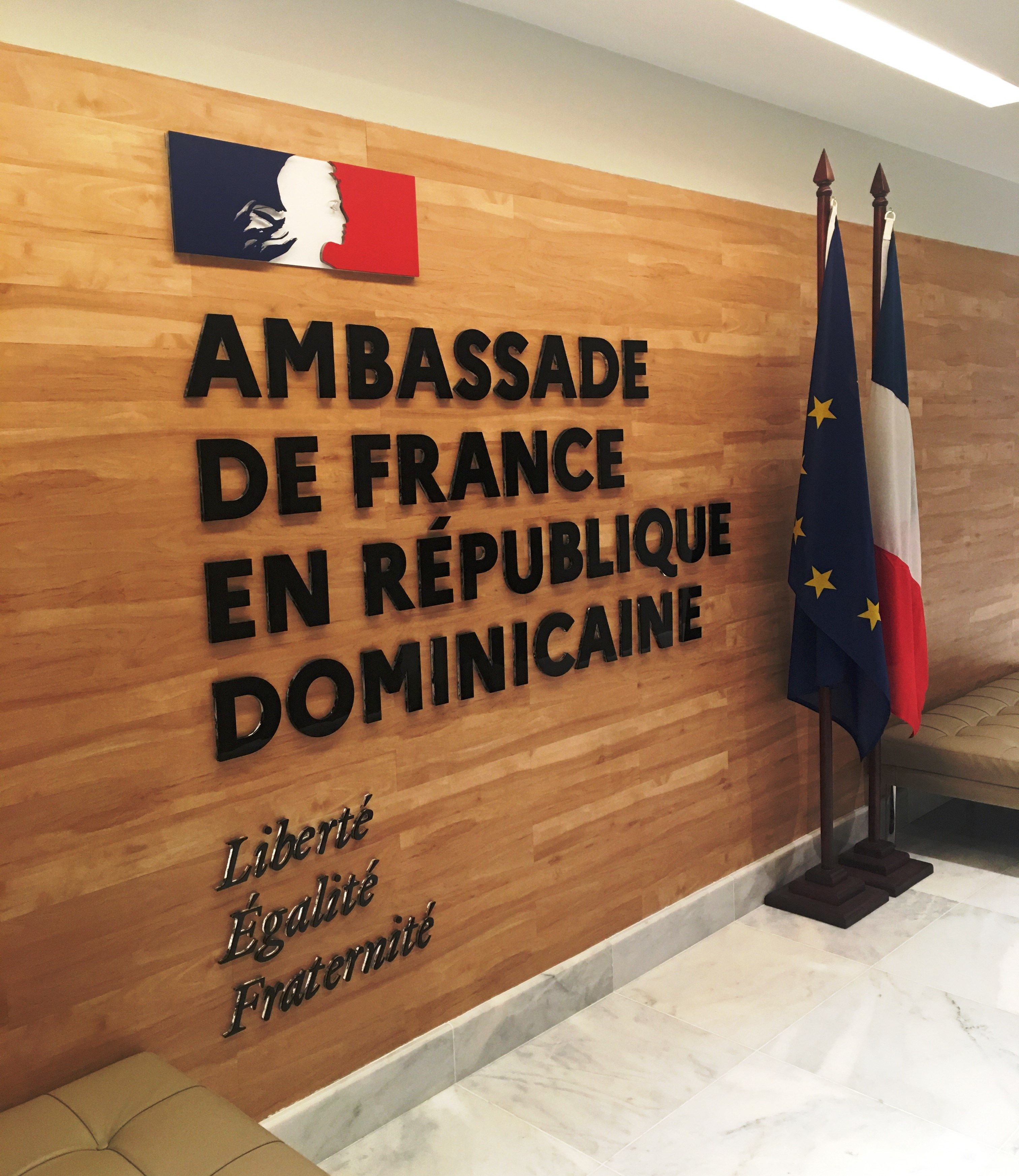
Tour Corporativo en 2015.

Depuis mars 2021, l'ambassade est située dans l'immeuble Corporativo 2015, rue Filomena Gómez de Cova, Quartier Piantini, à Saint-Domingue. Elle accueille aussi une section consulaire.

## Histoire
L'ambassade de France en République dominicaine a été située de 1999 à 2021 dans la Maison de Hernán Cortés, ainsi nommée car elle abrita le conquérant du Mexique qui y aurait organisé son expédition. Elle fut construite par Nicolás de Ovando en 1503 et accueillit divers personnages importants (Francisco Pizarro, Diego Vélasquez, Alonso de Ojeda, ...), de même que des institutions publiques de l'État. Elle a été restaurée en 1978. Edifice à l'architecture rare, il abrite de grands patios et un porche de style gothique, de même qu'une spacieuse terrasse donnant sur le fleuve Ozama.
La rue Las Damas, en référence aux dames de compagnie de María de Toledo (es), la belle-fille de Christophe Colomb, fut la première rue tracée dans la ville, sur laquelle le gouverneur Nicolás de Ovando fit construire la majorité des immeubles. À l'origine, elle a aussi porté les noms de rue de la Forteresse, en référence au Fort construit en contrebas, et rue de la Force, sans doute pour le même motif.

## Ambassadeurs
| De   | À    | Ambassadeur                    |
| ---- | ---- | ------------------------------ |
| 1943 | 1945 | Meric de Bellefon              |
| 1945 | 1948 | De Maricourt                   |
| 1948 | 1951 | Desplaces de Charmasse         |
| 1951 | 1956 | Louis Keller                   |
| 1956 | 1958 | Philippe Périer                |
| 1958 | 1961 | Roger Monmayou                 |
| 1961 | 1964 | Jean de Lageneste              |
| 1964 | 1966 | Paul Fouchet                   |
| 1966 | 1970 | René Fourier-Ruelle            |
| 1970 | 1975 | Paul Le Mire                   |
| 1975 | 1978 | François Giraudon              |
| 1978 | 1982 | Patrice Le Caruyer de Beauvais |
| 1982 | 1986 | Jacques Fesquet                |
| 1986 | 1990 | Claude Fouquet                 |
| 1990 | 1992 | Jacques Royet                  |
| 1992 | 1994 | Paul Alexandre Guyomard        |
| 1994 | 1998 | Henri Vidal                    |
| 1998 | 2002 | François-Xavier Deniau         |
| 2002 | 2005 | Jean-Claude Moyret             |
| 2005 | 2008 | Cécile Pozzo di Borgo          |
| 2008 | 2011 | Roland Dubertrand              |
| 2011 | 2015 | Blandine Kreiss                |
| 2015 | 2018 | José Gomez                     |
| 2018 | 2020 | Didier Lopinot (d)             |
| 2020 | 2024 | Éric Fournier                  |
| 2024 | auj. | Sonia Barbry                   |

## Consulats
Outre la section consulaire de Saint-Domingue, il existe cinq consuls honoraires basés à :
- Puerto Plata
- Santiago
- Las Terrenas
- Bavaro-Punta Cana
- La Romana

### Communauté française
Au 31 décembre 2016, 4 023 Français sont inscrits sur les registres consulaires en République dominicaine. La plupart d'entre eux résident à Saint-Domingue, Puerto Plata, Cabarete ou Las Terrenas.
| 2001  | 2002  | 2003  | 2004  |
| ----- | ----- | ----- | ----- |
| 1 443 | 1 756 | 1 962 | 1 923 |

| 2005  | 2006  | 2007  | 2008  |
| ----- | ----- | ----- | ----- |
| 2 548 | 2 885 | 2 619 | 2 856 |

| 2009  | 2010  | 2011  | 2012  |
| ----- | ----- | ----- | ----- |
| 3 090 | 3 447 | 3 818 | 3 967 |

| 2013  | 2014  | 2015  | 2016  |
| ----- | ----- | ----- | ----- |
| 3 994 | 4 029 | 4 106 | 4 023 |

### Circonscriptions électorales
Depuis la loi du 22 juillet 2013 réformant la représentation des Français établis hors de France avec la mise en place de conseils consulaires au sein des missions diplomatiques, les ressortissants français de la République dominicaine élisent pour six ans trois conseillers consulaires. Ces derniers ont trois rôles : 
1. ils sont des élus de proximité pour les Français de l'étranger ;
2. ils appartiennent à l'une des quinze circonscriptions qui élisent en leur sein les membres de l'Assemblée des Français de l'étranger ;
3. ils intègrent le collège électoral qui élit les sénateurs représentant les Français établis hors de France.

Pour l'élection à l'Assemblée des Français de l'étranger, la République dominicaine appartenait jusqu'en 2014 à la circonscription électorale de Port-au-Prince, comprenant aussi Antigua-et-Barbuda, les Bahamas, la Barbade, Cuba, la Dominique, la Grenade, Haïti, la Jamaïque, Saint-Christophe-et-Niévès, Sainte-Lucie, Saint-Vincent-et-les-Grenadines et Trinité-et-Tobago, et désignant un siège. La République dominicaine appartient désormais à la circonscription électorale « Amérique Latine et Caraïbes » dont le chef-lieu est São Paulo et qui désigne sept de ses 49 conseillers consulaires pour siéger parmi les 90 membres de l'Assemblée des Français de l'étranger.
Pour l'élection des députés des Français de l’étranger, la République dominicaine dépend de la 2e circonscription.